# Virbia
Virbia é um gênero de traça pertencente à família Arctiidae.